# كونت تولوز
كونت تولوز (بالفرنسية: comte de Toulouse)‏ هو الاسم الذي أُطلق على حكام تولوز منذ القرن الثامن وحتى القرن الثالث عشر. نشأ هذا اللقب بالأصل من ملوك مملكة الفرنجة، وقد حكم المستحقون وراثيًا لهذا اللقب مدينة تولوز والاقاليم المحيطة بها من أواخر القرن التاسع وحتى عام 1270.
كان الكونتات وأفراد العائلة الآخرين في أوقات مختلفة يلقبون بكونت كورسي، رووير [الإنجليزية]، ألبي، نيم، وأحيانا مرغريف (المدافعون العسكريون عن الإمبراطورية الرومانية المقدسة) في سبتمانيا وبروفانس. أسس الكونت ريمون الرابع دولة طرابلس الصليبية وكان نسله أيضًا كونتات هناك. وصلوا إلى أوج قوتهم خلال القرنين الحادي عشر والثاني عشر ولكن بعد الحملة الصليبية الألبيجينية سقطت المقاطعة في يد مملكة فرنسا اسميًا في عام 1229 وفي الواقع عام 1271.
لاحقًا أُعيد إحياء اللقب مرة أخرى بمنحه للويس ألكسندر كونت تولوز نجل لويس الرابع عشر (1678-1737).